# Kenny Ford
Kenny Ford, Jr. (Estados Unidos, 8 de marzo de 1977), más conocido como Kenny Ford, es un actor y cantante estadounidense. Comenzó su carrera como actor en 1988, interpretando al personaje de Kenny en la popular serie de televisión Kids Incorporated, papel que tuvo hasta 1992, cuando abandonó el elenco del programa.
Hijo del también músico y compositor Kenny Ford, Sr, Kenny también tuvo una prominente carrera como músico, participando junto a su padre en el álbum Peep This de Jamie Foxx (donde tocó el bajo) y en el álbum Shortstop, de Sara Hickman, como parte de The Popcorn Kids Choir en la canción "Salvador".
En 1990, presentó junto a Jennifer Love Hewitt el programa de televisión The Funtastic World of Hanna-Barbera.
Además de actuar en Kids Incorporated, Kenny también actuó en varias películas y series de televisión. Su participación más reciente ha sido su papel en la película House Arrest, donde su padre formó parte de la producción musical.

## Filmografía
| Año       | Programa                 | Papel            | Notas               |
| --------- | ------------------------ | ---------------- | ------------------- |
| 1988-1992 | Kids Incorporated        | Kenny            | Serie de televisión |
| 1988      | Autopista hacia el cielo | Julius           | Serie de televisión |
| 1988      | Amen                     | Matthew          | Serie de televisión |
| 1989      | Almost Grown             | Clay             | Serie de televisión |
| 1990      | Ghost Dad                | Buddy #1         | Película            |
| 1993-1994 | Thea                     | Leonard          | Serie de televisión |
| 1996      | In The House             | Donald           | Serie de televisión |
| 2012      | House Arrest             | Miembro del coro | Película            |